# David Koresh
David Koresh, nacido como Vernon Wayne Howell (Houston, Texas, 17 de agosto de 1959-Waco, Texas, 19 de abril de 1993), fue un predicador y líder sectario estadounidense. Era el líder de la rama de los Davidianos (Branch Davidians), una secta religiosa, quienes lo consideraban su profeta final. Howell cambió legalmente su nombre a David Koresh el 15 de mayo de 1990. Un asalto en 1993 por la Agencia de Alcohol, Tabaco, Armas de Fuego y Explosivos estadounidense y el posterior asedio por el FBI terminó con el incendio y total destrucción del rancho de los Davidianos, ubicado en las afueras de Waco, en el condado de McLennan en Texas. Koresh, junto con 54 adultos y 21 niños fueron encontrados muertos después del incendio.

## Primeros años
Koresh nació en Houston, Texas. Hijo de una madre soltera de 15 años llamada Bonnie Sue Clark y de Bobby Howell, de 20 años. La pareja nunca se casó. Dos meses después de que Koresh naciera, su padre conoció a otra adolescente y abandonó a Bonnie Sue. Koresh nunca conoció a su padre y su madre empezó a convivir con un alcohólico violento. En 1963, la madre de Koresh abandonó a su novio y dejó a su hijo de cuatro años bajo el cuidado de su madre, Earline Clark. Bonnie Sue Clark regresó cuando Koresh contaba con siete años, después de haberse casado con un carpintero llamado Roy Haldeman, con quien tuvo un hijo llamado Roger, quien nació en 1968.
Koresh describió su infancia como solitaria y se ha sostenido que, cuando tenía ocho años de edad, fue violado por un grupo de muchachos mayores. Disléxico y con un pobre desempeño académico, Koresh abandonó los estudios secundarios en el penúltimo año; sin embargo, a los 11 años de edad, había memorizado por completo el Nuevo Testamento. Cuando tenía 19 años, Koresh tuvo una relación con una muchacha de 15 años, quien quedó embarazada. Koresh declaró haber nacido nuevamente cristiano en la Convención Bautista del Sur y pronto se unió a la iglesia a la que asistía su madre, la Iglesia Adventista del Séptimo Día. Allí se enamoró de la hija del pastor y mientras oraba en busca de guía, presuntamente abrió los ojos y encontró la Biblia abierta en Isaías 34, en la que leyó que a nadie le debía faltar una compañera (aunque al revisar el mencionado capítulo no se encuentra en él nada referente a que debía tener una compañera). Convencido de que se trataba de una señal de Dios, se acercó al pastor y le dijo que Dios quería que tomara a su hija como esposa. Koresh persistió acosando a la hija del pastor e introduciendo ideas contrarias al mensaje adventista, lo que provocó su expulsión como miembro de la Iglesia Adventista del Séptimo Día de Tyler (Texas) en 1981.
En 1981, Koresh se mudó a Waco, en el condado de McLennan en Texas, donde se unió a los Davidianos, un grupo religioso que se originó de un cisma en los años 1950 de La Vara del Pastor, a su vez miembros expulsados de la Iglesia Adventista del Séptimo Día en los años 1930. Los Davidianos habían establecido su sede en un rancho a unos 15 kilómetros a las afueras de Waco, el cual fue llamado Centro Monte Carmelo (en referencia al Monte Carmelo bíblico) en 1955.

## Ascenso como líder de los Davidianos
En 1983, Koresh empezó a afirmar que había recibido el don de la profecía. Se especula que Koresh habría iniciado una relación sexual con Lois Roden, la profetisa y líder de la secta que tenía 67 años para entonces. Koresh justificó su relación al sostener que Dios lo había elegido para engendrar un hijo con ella, quien se convertiría en el Elegido. Roden permitió a Koresh comenzar a enseñar su propio mensaje, lo que originó controversia en el grupo. El hijo de Lois Roden, George Roden, pretendía ser el próximo líder del grupo y consideró que su posición de liderazgo estaba amenazada por Koresh. Ofendido por la relación de Koresh con su anciana madre, presentó una demanda en una corte federal en que alegaba que Koresh había violado a Lois y le había lavado el cerebro al volverla en su contra. Cuando Koresh anunció que Dios lo había instruido para que se casara con Rachel Jones (quien desde entonces añadió Koresh a su nombre), hubo un corto período de calma en Monte Carmelo. En la lucha por el poder, George Roden, quien alegaba tener el apoyo de la mayoría del grupo, forzó a Koresh junto a su grupo fuera de la propiedad a punta de armas. Debido a estos disturbios, un grupo liderado por Charles Joseph Pace se separó de los Davidianos y se mudó a Gadsen, Alabama.
Koresh y unos 25 seguidores acamparon en Palestine, a 140 kilómetros de Waco, donde vivieron bajo duras condiciones en vehículos y tiendas de campaña durante los siguientes dos años. Durante este tiempo, Koresh emprendió el reclutamiento de nuevos seguidores en California, el Reino Unido, Israel y Australia. En 1985, Koresh viajó a Israel, donde dijo tuvo una visión de que era el Ciro II el Grande moderno. El fundador del movimiento davidiano, Victor T. Houteff, quería ser el instrumento de Dios y establecer un reino Davidiano en Jerusalén. Por lo menos hasta 1990, Koresh creyó que el lugar de su martirio sería Israel; pero, para 1991, estaba convencido de que su martirio sería en los Estados Unidos. En lugar de Israel, creía que las profecías de Daniel serían cumplidas en Waco y que el Centro Monte Carmelo era el reino Davidiano.
En Palestine, Texas, Koresh «trabajó para que todos estuvieran forzados a depender de él y solo de él. Todos los vínculos previos, familiares o de otro tipo, no significaban nada. Su razonamiento era que si no tenían a nadie de quien depender, estaban forzados a depender de él y eso los hizo vulnerables». Para esta época, ya había empezado a dar el mensaje de su propia misión mesiánica, proclamando que era «el hijo de Dios, el Cordero que abriría los siete sellos».
Lois Roden falleció en 1986. Hasta entonces, Koresh había estado predicando que la monogamia era la única forma de vida, pero de repente anunció que la poligamia le estaba permitida. En marzo de 1986, Koresh tuvo relaciones sexuales por primera vez con Karen Doyle, de 14 años de edad, a quien tomó como su segunda esposa. En agosto de 1986, Koresh comenzó una relación secreta con Michele Jones, la hermana menor de su esposa, de 12 años de edad. En septiembre de 1986, Koresh empezó a predicar que tenía derecho a tener 140 esposas, 60 mujeres como sus «reinas» y 80 como concubinas, sobre la base de su interpretación del libro bíblico Cantar de los Cantares.
En 1987 quedó convencido, tras la interpretación particular del Apocalipsis, de que era el elegido por Dios, al creer que podía abrir los siete sellos, asociando a Babilonia con Estados Unidos, en calidad de enemigo.
Para 1988, su comportamiento empezó a ser más autoritario y controlador. De acuerdo con su revisión del Apocalipsis, al vencer el Cordero de Dios a Babilonia, la Tierra estaría gobernada por un grupo de 24 miembros, lo que convenció a Koresh para mantener relaciones con mujeres vírgenes y engendrar esos 24 hijos. De acuerdo con las leyes de Texas de la época, las relaciones sexuales con chicas desde los 14 años eran legales, siempre que fueran consentidas y con permisos de los padres de la menor, cosa que hizo.
La posterior huida de Monte Carmelo de Marc Breault, segundo al mando tras Koresh, sería un inicio para investigar la secta años después. A principios de 1993, la ATF comenzó a investigar la secta de Koresh ante la evidencia de que poseían rifles de asalto y granadas.

## Asedio de Waco
Koresh había llegado a dirigir su secta a través del matrimonio con Rachel Jones (14 años), hija de uno de los dirigentes de la misma y al que arrinconó enseguida, sustituyéndolo en la cima jerárquica. De todas partes llegaban nuevos adeptos ganados por la persuasiva doctrina de un David Koresh que estaba armado hasta los dientes dentro de lo que sería su gran mausoleo en Waco. Previamente había efectuado compras de armas por valor de más de 250.000 dólares, según él para estar preparados llegado el momento del acoso del «Mal».
En vísperas de la tragedia, y en el que sería su último refugio, Koresh había reunido junto a él a numerosos adultos pero también a un buen número de niños, y con unos y otros, se dispuso a convertir en un fortín inexpugnable el rancho Monte Carmelo. El primer encuentro tuvo lugar el 28 de febrero, cuando las autoridades, preocupadas por el cariz que tomaba el asunto, decidieron pasar a la acción, acusando a los davidianos de tenencia masiva de armas y de abusos sexuales con los niños que mantenían a su lado. Recibidos a tiros, los agentes contestaron de igual manera, produciéndose entonces un primer balance de cuatro agentes muertos y una decena de sectarios abatidos, entre ellos el propio David Koresh, herido en el costado izquierdo.
El final tuvo lugar el día 19 de abril. Cuando los asaltantes lograron abrirse camino entre las llamas que ya consumían el edificio del rancho, ante su vista aparecieron confundidos y mezclados los cuerpos carbonizados de la mayoría de los seguidores de Koresh, incluido este mismo, que presentaba un solo disparo en la frente.
El balance final de muertos dentro del Centro Monte Carmelo fue de 69 adultos y 17 menores, muchos de ellos calcinados. La versión oficial de la policía hablaría de que fueron los mismos davidianos los que provocaron el incendio en un aquelarre de suicidio colectivo. Otras fuentes se refirieron, por el contrario, a vuelcos de las tanquetas federales que habrían provocado la inflamación del queroseno y, a su vez, habrían trasladado las llamas al interior del rancho.

## Legado
David Koresh fue enterrado en el Memorial Park Cemetery, en Tyler, Texas.
El asalto de Monte Carmelo y el incidente de Ruby Ridge de 1992 fueron citados por Timothy McVeigh y por Terry Nichols como motivaciones para el atentado de Oklahoma City. El acto terrorista llevado a cabo el 19 de abril de 1995 coincidió con el segundo aniversario del asedio de Waco.
En 2004, el Chevrolet Camaro de Koresh, de 1968, que había sido dañado por los militares durante el asalto, fue vendido por 37 000 dólares en una subasta.
El 23 de enero de 2009, la madre de Koresh, Bonnie Clark Haldeman, fue apuñalada hasta morir en Chandler, Texas. Su hermana, Beverly Clark, fue procesada por el asesinato.